# イダルゴ州

イダルゴ州
Estado Libre y Soberano de Hidalgo

イダルゴ州 (イダルゴしゅう、Estado de Hidalgo) は、メキシコの州の1つで、メキシコシティの北東に広がる。州都はパチューカ (Pachuca)。州の名はメキシコ独立指導者のミゲル・イダルゴにちなんで名付けられた。2010年国勢調査で州の人口は2,664,969人。
産業は、主に農業が中心であるが、伝統的に鉱業が盛んな州である。州西部のウィチャパンには石灰石が採取できる鉱山があり現在でもセメント産業が盛んである。南部のミネラル・デル・モンテには銀山がある。 
トルテカ伝承で知られるトゥーラ＝ヒココティトランの遺跡があるのがこの州である。また、州内のミネラル・デル・モンテには金、銀の鉱山があるほか、パチューカには鱗珪石とクリストバライトの模式産地であるサン・クリストバルの丘があり、ウアスカ・デ・オカンポにはサンタ・マリア・レグラの柱状節理もあるため、一帯は「コマルカ・ミネラユネスコ世界ジオパーク」に指定される。